# Popillia cerinimaculata
Popillia cerinimaculata är en skalbaggsart som beskrevs av Lin 1980. Popillia cerinimaculata ingår i släktet Popillia och familjen Rutelidae. Inga underarter finns listade i Catalogue of Life.